# Phoxocampus diacanthus
Phoxocampus diacanthus är en fiskart som först beskrevs av Schultz 1943.  Phoxocampus diacanthus ingår i släktet Phoxocampus och familjen kantnålsfiskar. Inga underarter finns listade i Catalogue of Life.